# Người Indonesia gốc Hoa
Người Hoa Indonesia (tiếng Indonesia: Orang Indonesia keturunan Tionghoa) hoặc (tại Indonesia) chỉ gọi đơn thuần là Trung Hoa (giản thể: 中华; phồn thể: 中華; bính âm: Zhōnghuá; Bạch thoại tự: Tiong-hôa) là sắc tộc có nguồn gốc từ những người nhập cư trực tiếp từ Trung Quốc hoặc gián tiếp từ các quốc gia khác. Dân số người Indonesia gốc Hoa tăng trưởng nhanh chóng trong thời kỳ thuộc địa, khi các lao công ký giao kèo đến từ quê hương của mình tại Hoa Nam. Theo điều tra nhân khẩu Indonesia năm 2010, có trên 2,8 triệu người tự nhận định là người Hoa, chiếm 1,20% dân số toàn quốc. Dưới chính sách phân loại dân tộc của người Hà Lan, người Indonesia gốc Hoa bị cho là "người phương Đông ngoại quốc", do đó họ phải đấu tranh để tham gia đời sống xã hội-chính trị của thuộc địa và quốc gia, song thành công trong các nỗ lực kinh tế. Bằng chứng về phân biệt đối xử chống người Indonesia gốc Hoa tồn tại trong suốt lịch sử đảo quốc, song các chính sách của chính phủ được thi hành từ năm 1998 đã nỗ lực để khắc phục tình trạng này.
Sự phát triển của xã hội và văn hóa người Hoa địa phương dựa trên ba trụ cột: liên kết dòng tộc, truyền thông dân tộc, và trường học Hoa văn. Chúng phát triển mạnh trong thời kỳ dân tộc chủ nghĩa vào những năm cuối triều Thanh và trong Chiến tranh Trung-Nhật; tuy nhiên các khác biệt về mục tiêu của tình cảm dân tộc chủ nghĩa khiến cộng đồng bị chia rẽ, một nhóm ủng hộ các cải cách chính trị tại Trung Quốc đại lục, trong khi những người khác hành động nhằm cải thiện thân phận trong chính trị Indonesia. Chính phủ Trật tự Mới (1967–1998) phá hủy các trụ cột của bản sắc Trung Hoa nhằm ủng hộ các chính sách đồng hóa. Những dấu hiệu về đồng hóa và tương tác dân tộc có thể nhận thấy trong văn chương, kiến trúc, và ẩm thực.
Gần một nửa số người Indonesia gốc Hoa cư trú trên đảo Java. Mặc dù người Hoa thường đô thị hóa hơn cư dân bản địa của Indonesia, song tồn tại các cộng đồng nông thôn và nông nghiệp đáng kể trên toàn quốc. Tỷ suất sinh giảm khiến tháp dân số của người Hoa Indonesia hướng lên trên khi độ tuổi trung bình tăng. Tình trạng di cư cũng góp phần khiến dân số người Hoa Indonesia suy giảm, và có nhiều cộng đồng nổi lên tại các quốc gia công nghiệp hóa hơn trong nửa cuối của thế kỷ 20. Một số người tham gia các chương trình hồi hương về Trung Quốc, trong khi những người khác di cư sang các quốc gia phương Tây để thoát khỏi tình cảm bài Hoa. Trong số các cư dân hải ngoại, đặc tính Indonesia của họ đáng kể hơn đặc tính Trung Quốc.

### Các tương tác ban đầu

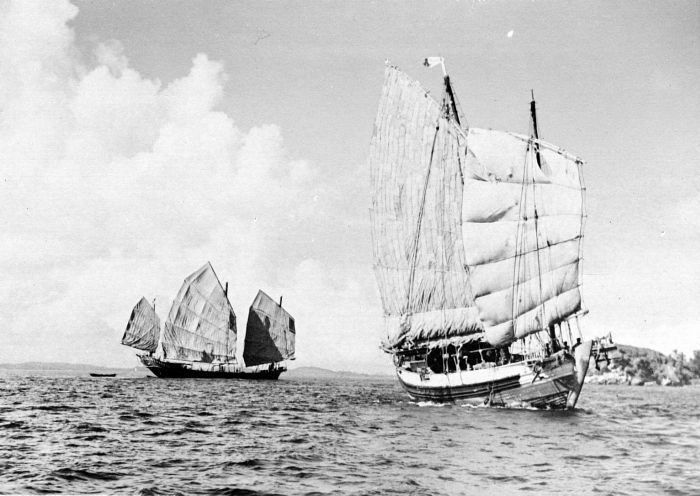
Các thuyền mành của người Hoa trên eo biển Singapore, khoảng 1936

### Quan điểm thuộc địa (1600–1900)

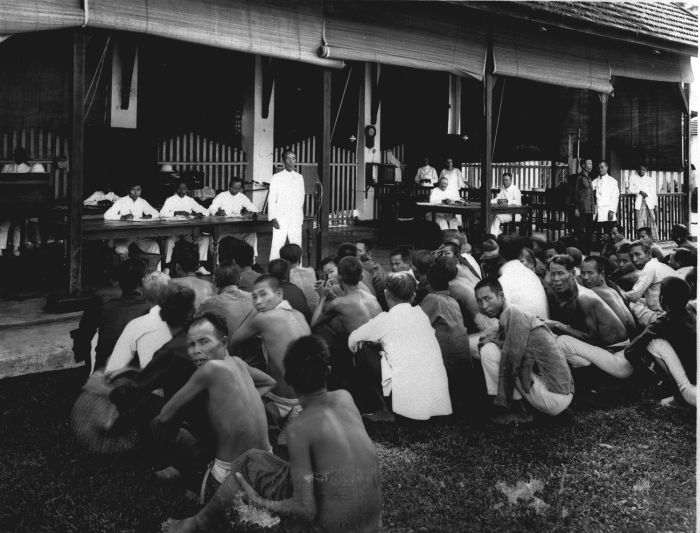
Các lao công người Hoa chờ các quan chức nhập cư soạn thảo các khế ước của họ tại Medan, khoảng 1920–1940

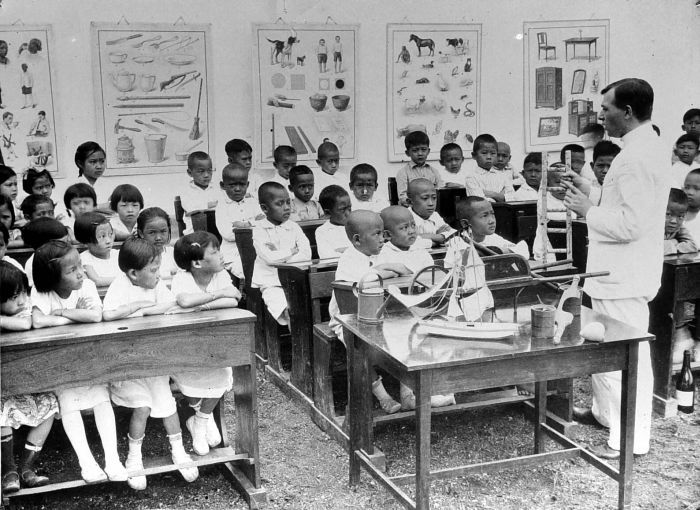
Trường học Hà Lan-Trung Hoa đầu tiên được thành lập vào năm 1892 sau khi chia tách chương trình giảng dạy khỏi trường cho cư dân bản địa.

### Chủ nghĩa dân tộc bị phân ly (1900–1949)

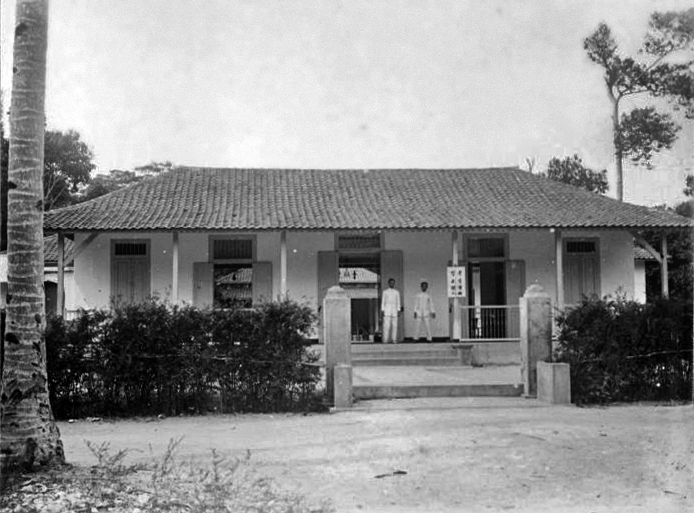
Trường Hoa văn do Trung Hoa hội quán sở hữu tại Sungailiat, Bangka

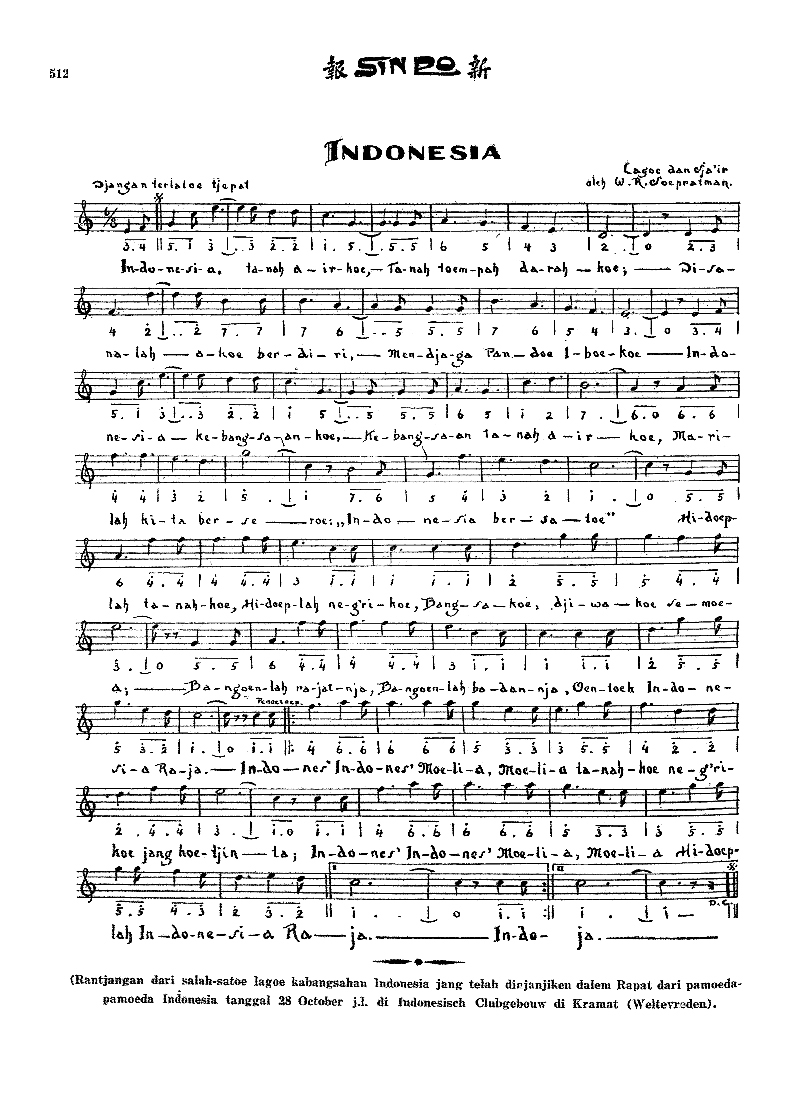
Bản thảo ban đầu của Indonesia Raya, sau này được chọn làm quốc ca, trên một bản tuần san của Tân báo năm 1928

### Lòng trung thành bị nghi ngờ (1950–1966)

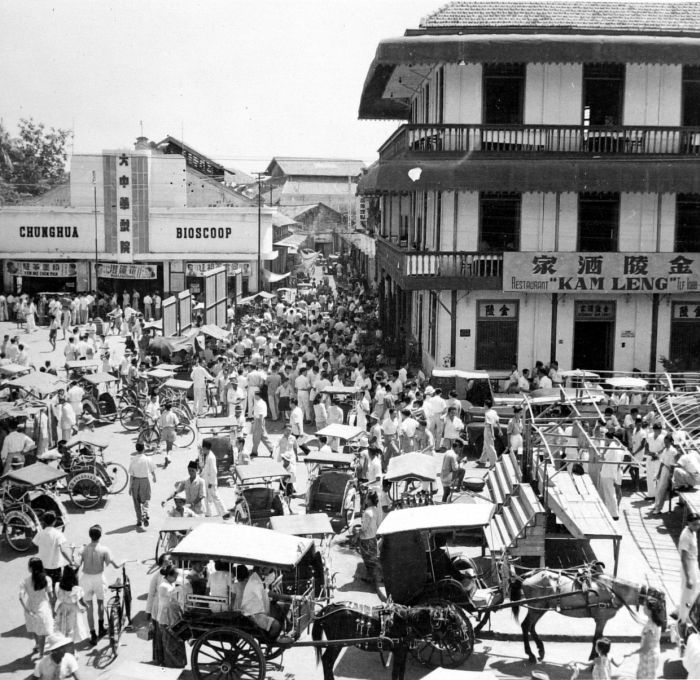
Các hạn chế về kinh doanh bán lẻ phi bản địa nông thôn vào năm 1959 dẫn đến đô thị hóa nhanh chóng trong cộng đồng người Hoa.

### Quản lý "vấn đề người Hoa" (1967–1998)

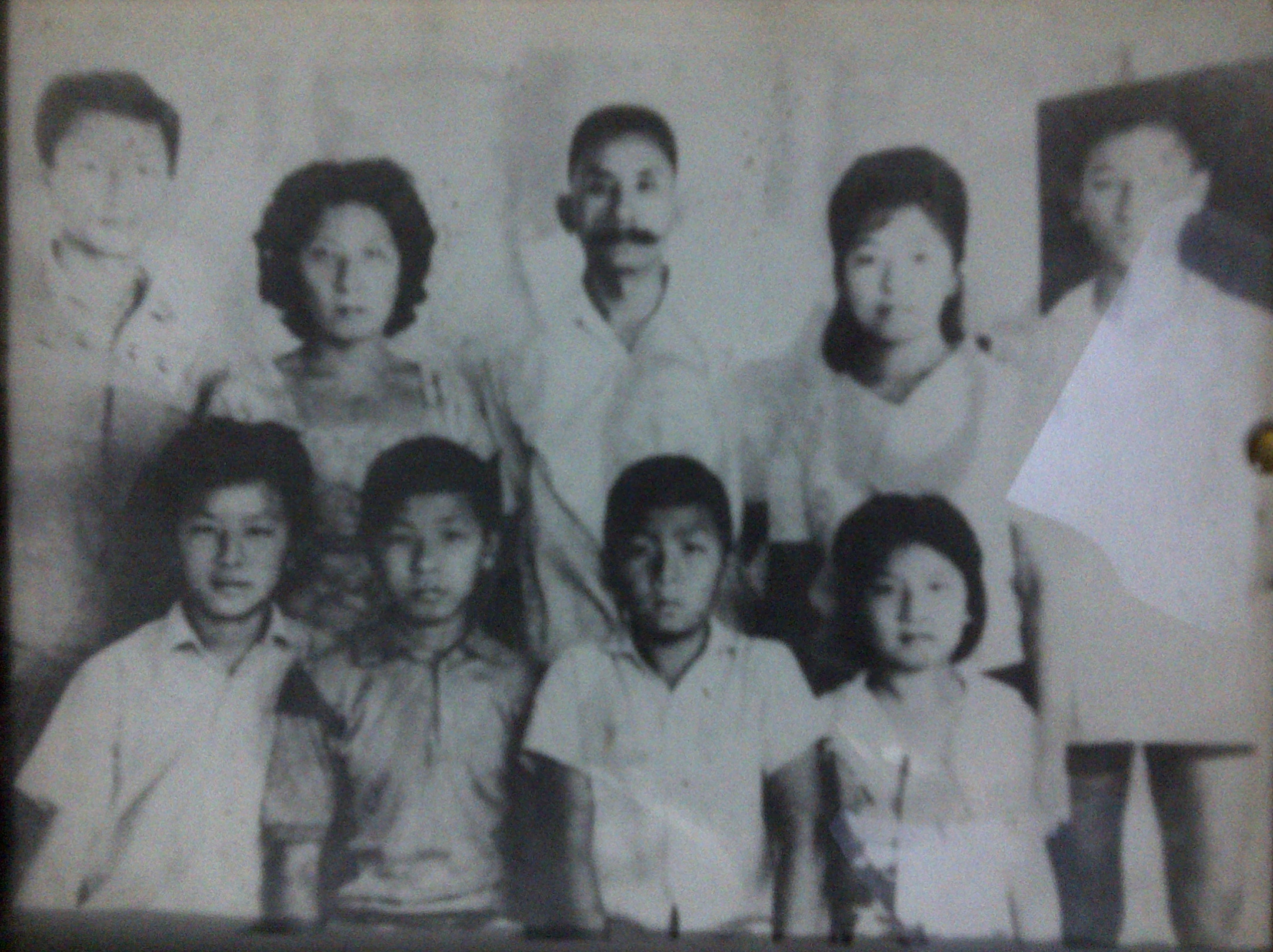
Ảnh năm 1967 của gia đình họ Bành (彭) gốc Hồ Bắc.

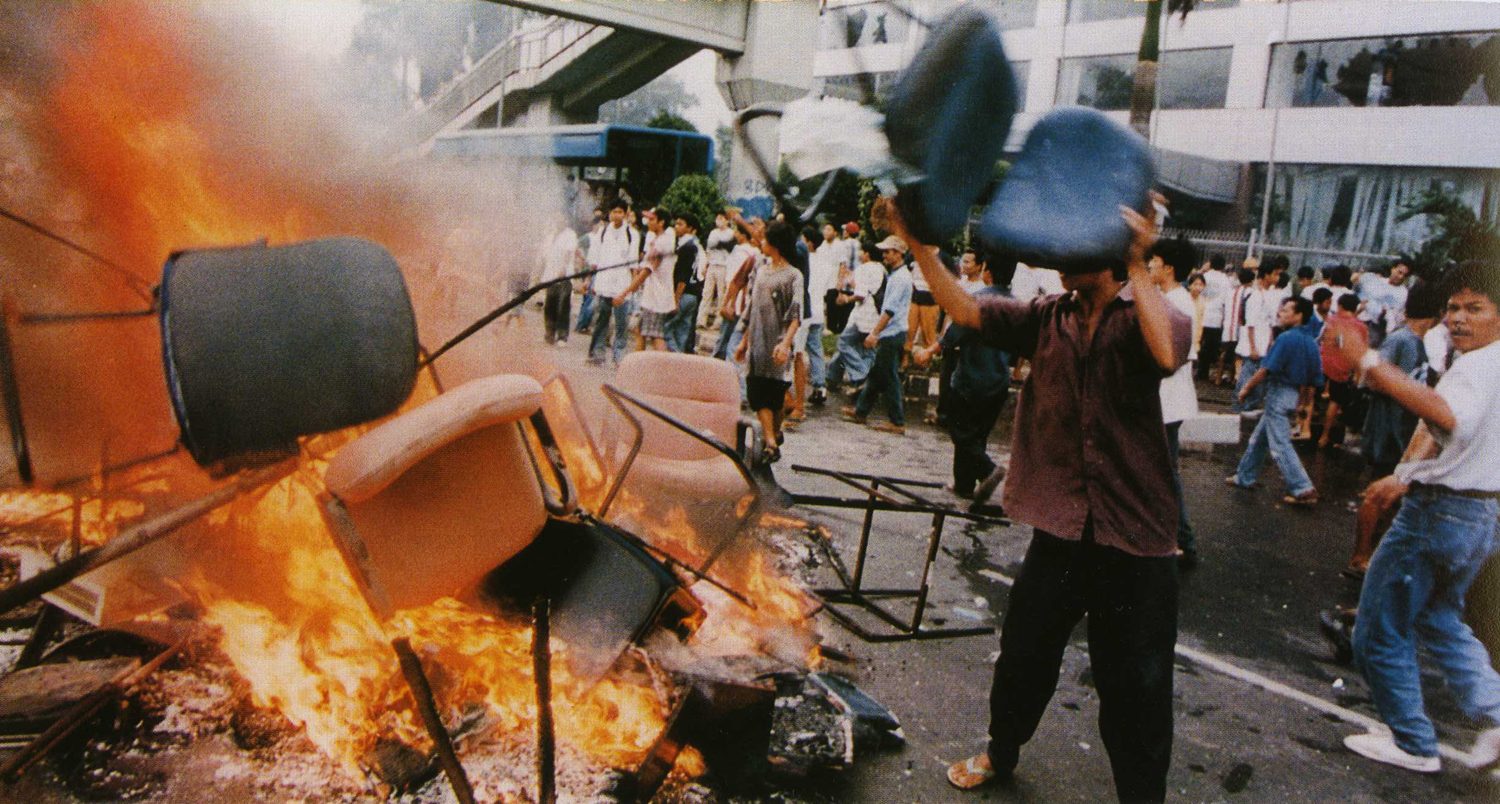
Tình cảm bài Hoa đạt đỉnh vào tháng 5 năm 1998, khi đại loạn diễn ra tại Jakarta.

### Các cải cách chính sách xã hội (1999–nay)

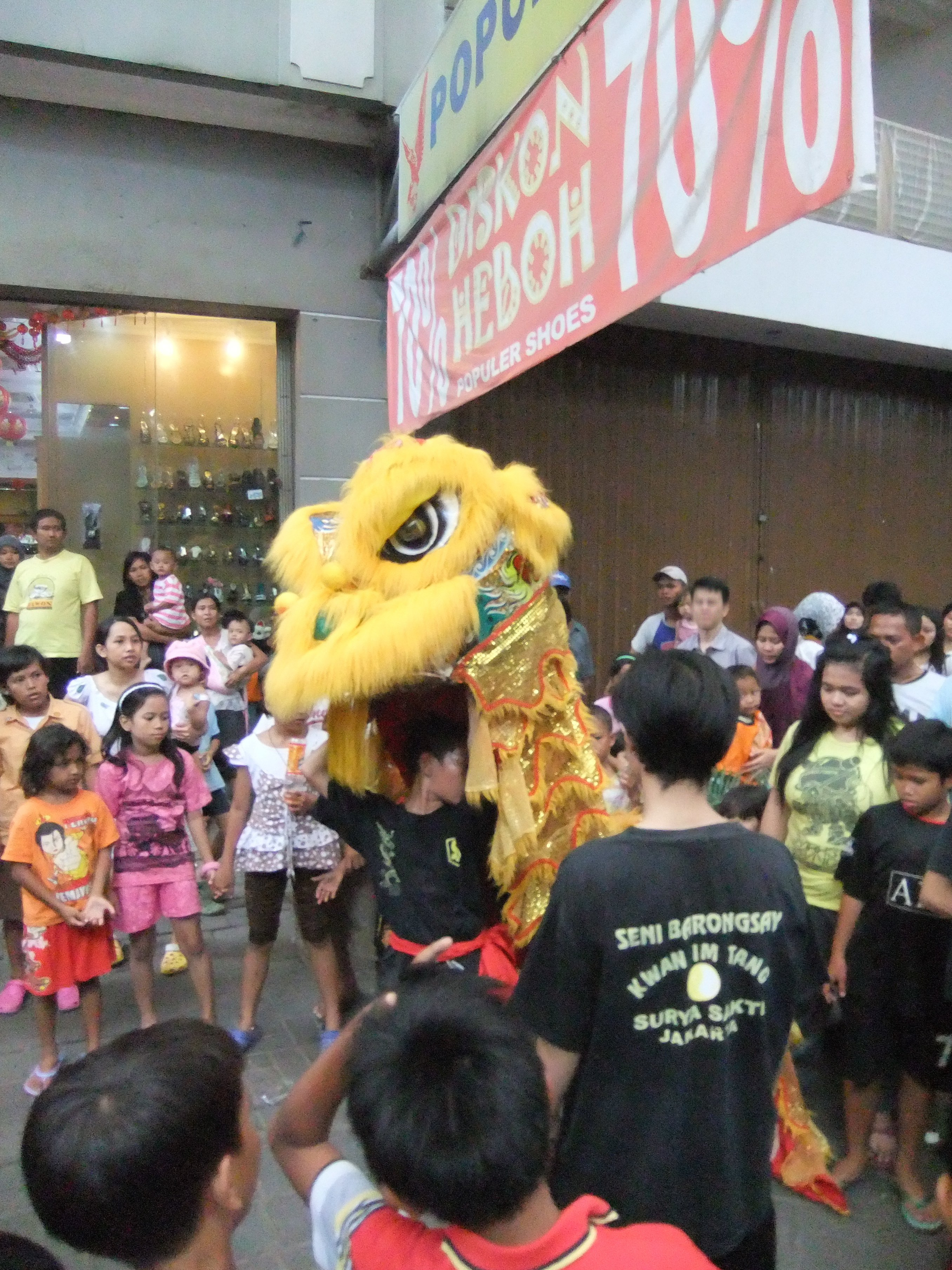
Năm 2001, Tết Nguyên Đán được tuyên bố là một ngày nghỉ quốc gia của Indonesia. Các hoạt động văn hóa Trung Hoa như múa lân được cho phép trình diễn tại nơi công cộng.

## Nhân khẩu

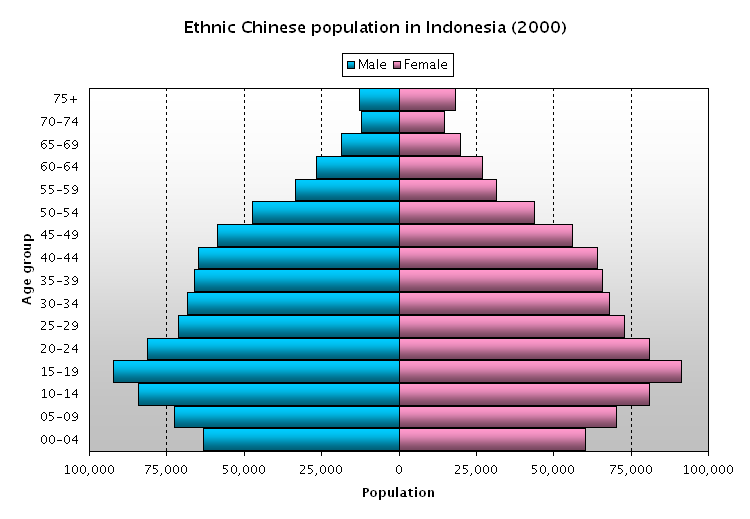
Trong điều tra nhân khẩu 2000, nhóm tuổi đông nhất trong cộng đồng người Hoa Indonesia là 15-19 tuổi.